# 葡萄牙熱帶主義
葡萄牙熱帶主義（英語：Lusotropicalism），是巴西社会学家弗雷雷提出的术语和“准理论”  ，敘述葡萄牙海外帝国主义的独特特征，认为葡萄牙人是比其他欧洲国家更好的殖民者。 

## 弗雷雷的葡萄牙熱帶主義
弗雷雷論道，得因自葡萄牙溫暖的氣候，以及前現代葡萄牙雜居過塞爾特人、羅馬人、西哥德人、摩尔人等民族，葡萄牙人更为人道、友好，善於适应其他气候和文化。 弗雷雷认为「以葡萄牙為基底的文化是種普世扩张的文化」，主張「热带文化，是對抗『野蛮』苏联共产主义及『野蛮』的美國化资本主义扩张的抵抗形式。」
不同其他歐洲殖民國家，20世紀葡萄牙是老牌殖民國家，意味著葡萄牙與其海外領土歷經五個世紀以來的定居、統治與融合。弗雷雷展現的意識形態，便歌頌葡萄牙帝国的种族民主（葡萄牙語：democracia racial），及葡萄牙支持殖民地或海外领土的種族融合。 

## 葡萄牙熱帶主義與新國家
在弗雷雷出版《华屋与棚户》前，葡萄牙政治家和殖民官員很少认为葡萄牙帝国不是個殖民帝國，而是個多元文化、多民族的跨洲国家 。 這些葡萄牙菁英通常更认为葡萄牙殖民主义是收復失地運動的历史延伸。例如，1931年至1935年间，葡萄牙殖民地部长社会达尔文主义者阿明多·蒙泰羅便支持殖民正當性的传统主張「開化使命」和「白人救世主」。 蒙泰罗认为葡萄牙有"历史責任"，開化「下等種族」，教導他们工作道德與改宗基督教。
1930年代與1940年代間，蓋因弗雷雷主張葡萄牙人比其他歐洲人更傾向混種，葡萄牙新國家独裁者薩拉查强烈抵制弗雷尔的思想。 然而，在1951年與1952年間，薩拉查接受了葡萄牙熱帶主義，資助弗雷雷访问葡萄牙及其海外领土。弗雷雷的《冒險與日常》（Aventura e Rotina）便是这次訪問的成果。
薩拉查採納葡萄牙熱帶主義，藉此主張，由于自15世纪以来葡萄牙一直是多文化、多种族的跨洲国家，失去其非洲和亚洲的海外领土将導致葡萄牙分裂，并喪失自立。 薩拉查認為，在地缘政治上，失去海外领土的葡萄牙將較難維持自给自足。

## 參见
- 葡萄牙語圈
- 海外省
- 跨洲主义
- 热带主义
- 欧亚主义

### 註腳
1. ↑  Burke, Peter; Pallares-Burke, Maria Lúcia G. . Witney, Oxfordshire, England: Peter Lang Oxford. 2008: 188–189.
2. ↑  Voigt, Lisa. . UNC Press Books. 14 October 2017. ISBN 9780807831991.
3. 1 2 3 4  Miguel Vale de Almeida, Portugal’s Colonial Complex: From Colonial Lusotropicalism to Postcolonial Lusophony （页面存档备份，存于）
4. 1 2 3  Castelo, Cláudia. . Buala. 5 March 2013  [15 April 2022]. （原始内容存档于2022-11-14） （葡萄牙语、英语及法语）.

### 延伸阅读
- Castelo， Cláudia， O Modo Português de estar no Mundo' O luso-tropicalismo e a ideologia colonial portuguesa (1933–1961). Porto: Edições Afrontamento， 1999.
- Cahen， Michel， "'Portugal is in the Sky': Conceptual Considerations on Communities， Lusitanity and Lusophony"， in E.Morier-Genoud & M.Cahen (eds)， Imperial Migrations. Colonial Communities and Diaspora in the Portuguese World， London: Palgrave， 2012.
- Nery da Fonseca， Edson. Em Torno de Gilberto Freyre. Recife: Editora Massangana， 2007.
- Nery da Fonseca， Edson. Gilberto Freyre de A a Z – Referências essenciais à sua vida e obra. Rio de Janeiro: Zé mario Editor， 2002.
- Ribeiro， Ana Beatriz. Modernization Dreams， Lusotropical Promises: A Global Studies Perspective on Brazil-Mozambique Development Discourse (Africa-Europe Group for Interdisciplinary Studies， vol. 23). Leiden: Brill， 2020.
- Vakil， Abdoolkarim， "'Mundo Pretuguês': Colonial and Postcolonial Diasporic Dis/articulations"， in E.Morier-Genoud & M.Cahen (eds)， Imperial Migrations. Colonial Communities and Diaspora in the Portuguese World， London: Palgrave， 2012.
- Villon， Victor. O Mundo Português que Gilberto Freyre Criou – seguido de Diálogos com Edson Nery da Fonseca. Rio de Janeiro， Vermelho Marinho， 2010.